# أديمار بيمنتا
أديمار بيمنتا (بالبرتغالية: Ademar Pimenta‏) (مواليد 12 أبريل 1896) هو لاعب كرة قدم. يلعب مع منتخب البرازيل لكرة القدم. سبق له أن لعب في كأس العالم لكرة القدم مع منتخب بلاده.

## روابط خارجية
- أديمار بيمنتا على موقع Soccerway.com (الإنجليزية)